# Ctenophthalmus niethammeri
Ctenophthalmus niethammeri är en loppart som beskrevs av Beaucournu, Valle et Launay 1981. Ctenophthalmus niethammeri ingår i släktet Ctenophthalmus och familjen mullvadsloppor.

## Underarter
Arten delas in i följande underarter:
- C. n. niethammeri
- C. n. aspromontis